# 三瓶温泉

三瓶温泉の共同湯鶴の湯

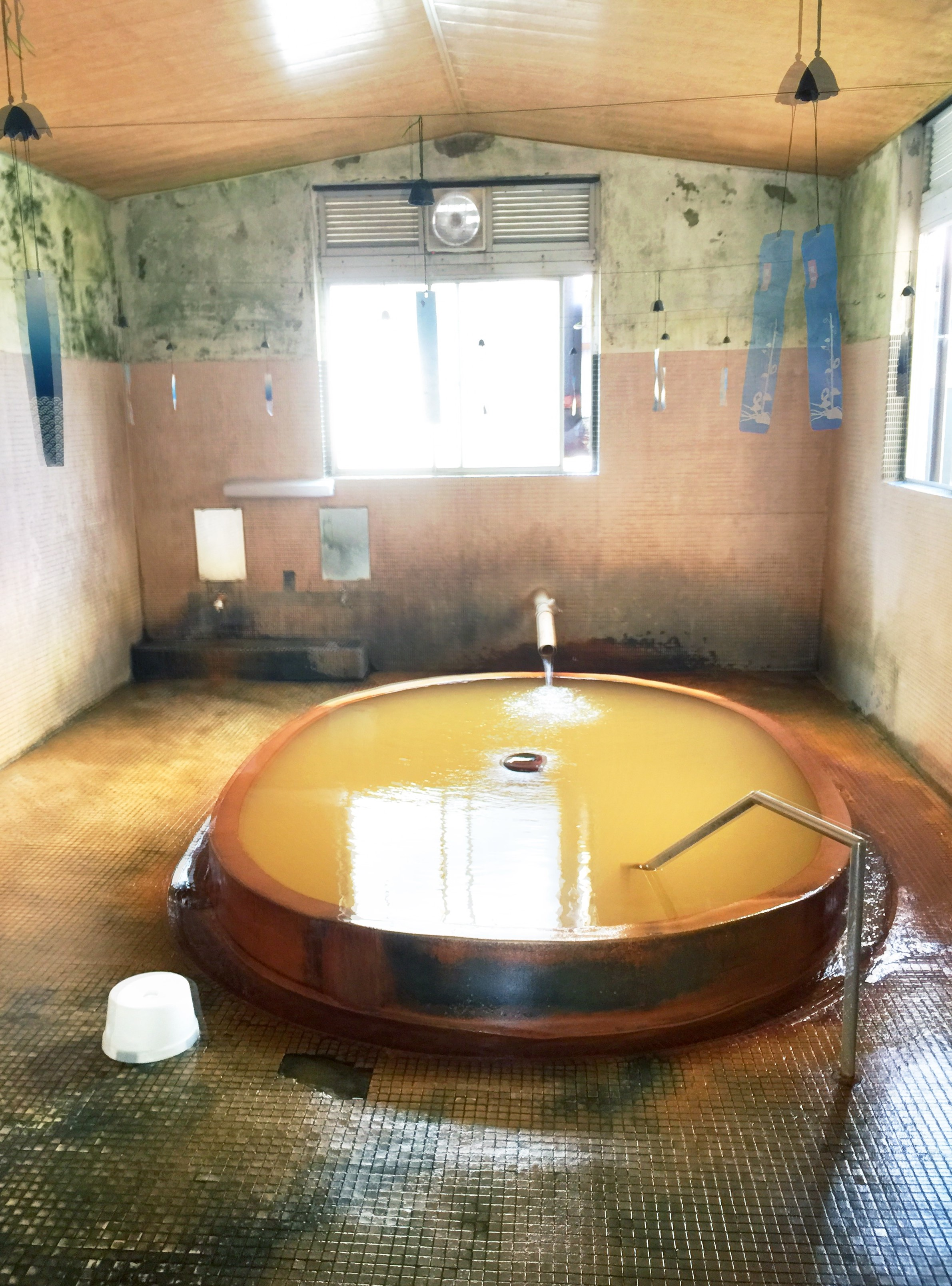
三瓶温泉の共同湯＿亀の湯

三瓶温泉（さんべおんせん）は、島根県大田市（旧国石見国）にある温泉。

## 泉質
- 塩化物泉・含鉄泉[1]
  - 源泉温度：34.8 - 42℃
  - 湧出量毎分2,500リットル
- 自噴泉であり、湯元旅館は加熱や加水なしで、飲用可能である。鉄分が多いため酸化した鉄の湯の花が多く、膨大な赤湯がかけ流されている。

## 温泉街
三瓶山の南麓に点在する温泉地の総称である。元湯元旅館(現在は蕎麦屋兼日帰り浴場)や共同浴場があり周辺に旅館などが集まっているが、規模の大きな温泉街は構成していない。他元かんぽの宿と国民宿舎2軒の旅館のほか、ペンションがある。三瓶山は高原リゾートとしても人気があるが、温泉地一帯は相変わらず昔ながらの湯治場の雰囲気を守っている。共同浴場の鶴の湯と亀の湯がある。鶴の湯は常時加温、亀の湯は日中は加温なし、夕方以降加温ありの源泉かけ流しである。秋から冬にかけては、霧海が見られ、壮観である。

## 歴史
昔は志学温泉と呼ばれていた。また、昔は炭酸泉も湧出しており、ラムネを製造していたが、昭和38年の雪崩で埋没してしまった。今日の源泉はそれ以降のもので、山を少し入っていった所にある。
昭和34年5月4日 - 厚生省告示第115号により、国民保養温泉地に指定。この際に温泉名も志学温泉から三瓶温泉となった。

## アクセス
- 鉄道：JR山陰本線大田市駅下車、石見交通バスで40分。